# أندرو روجرز
أندرو روجرز (بالإنجليزية: Andrew Rogers)‏ هو مؤلف وصحفي بريطاني، ولد في 14 ديسمبر 1962 في إبسوتش في المملكة المتحدة.